# Alcis longiramaria
Alcis longiramaria là một loài bướm đêm trong họ Geometridae.